# Archives des maîtres de l’orgue
Archives des maîtres de l’orgue des XVIe, XVIIe, et XVIIIe siècles ist eine Reihe mit Werken der Orgelmusik aus dem 16., 17. und 18. Jahrhundert, die von Alexandre Guilmant und André Pirro herausgegeben wurde und die in Paris bei Durand erschien. Sie wurde nach den Handschriften und authentischen Ausgaben veröffentlicht und mit Anmerkungen und Anpassungen an die modernen Orgeln versehen („Publiées d’après les manuscripts et éditions authentiques avec annotations et adaptions aux orgues modernes.“).
Ernst Kaller (Liber organi, 1931) hat Stücke daraus ausgewählt und für den praktischen Gebrauch bezeichnet.

## Inhaltsübersicht
1. Oeuvres complète d’orgue de Jean Titelouze (archive.org)
2. Livre d’orgue de André Raison (archive.org)
3. Fugues et caprices de François Roberday, Pièces d’orgue de Louis Marchand, Premier livre d’orgue de L. N. Clérambault, 1er Livre d’orgue de Du Mage, Livre de noëls de Louis-Claude d’Aquin
4. Livre de Musique pour l’orgue par Nicolas Gigault
5. Livre d’orgue par N. de Grigny, Pièces d’orgue par François Couperin
6. Oeuvres complète d’orgue de J. Boyvin
7. Premier livre de pièces d’orgue par monsieur Dandrieu, Pièce d’orgue pour le Magnificat par Guilain
8. Oeuvres d’orgue de Sebastian Scherer
9. Oeuvres complètes d’orgue de Nicolas Le Bègue.
10. Werke von Andrea Gabrieli, Peter Philips, Pieter Cornet